# Санкт-Петербургское суворовское военное училище МВД
Санкт-Петербургское Суворовское военное училище Министерства внутренних дел Российской Федерации (СВУ МВД России) — Суворовское военное училище МВД России, расположенное в Санкт-Петербурге.

## История
Санкт-Петербургское Суворовское военное училище МВД России было создано 12 августа 2002 года по инициативе тогдашнего Министра внутренних дел РФ Бориса Грызлова — для детей сотрудников органов внутренних дел и военнослужащих Внутренних войск МВД России, погибших при проведении контр-террористических операций в Северо-Кавказском регионе.
Учебный процесс в училище начал осуществляться в сентябре 2002 года и проходил на базе Учебного центра ГУВД по Санкт-Петербургу и Ленинградской области, так как здание, переданное Училищу и расположенное по адресу: Санкт-Петербург, Кронштадтская ул., 3 — находилось на реконструкции, которая была завершена 16 июня 2004 года.

## Деятельность
За время обучения суворовцы приобретают определенные специальные знания, что позволяет училищу рекомендовать их для дальнейшего обучения в том или ином учебном заведении МВД России. По окончании училища суворовцы продолжают обучение в образовательных учреждениях МВД России.
На базе училища создан поисковый отряд «Ленинград», которому Комитетом по молодёжной политике выдан паспорт на право проведения поисковых работ на местах активных боевых действий в период Великой Отечественной войны.

### Руководители училища
- 2002 — май 2005 — генерал-лейтенант милиции Румянцев Николай Викторович
- 2005—2013 — полковник милиции Федяев Григорий Николаевич
- июнь 2013 — 2017 — генерал-майор полиции Бородавко Леонид Трофимович
- 08.06.2017 — 2019 — генерал-майор полиции Янишевский Андрей Бориславович
- 03.10.2019 — наст.время — генерал-майор полиции Медведев Игорь Анатольевич

### Редакция региональной информационной газеты «Вестник Суворовцев»
- Номер свидетельства: ПИ № ТУ 78 — 00727
- Ноябрь 2010 — март 2013

В свет вышло два номера газеты.